# Nürnberger Basketball Club
Il Nürnberger Basketball Club è una società cestistica avente sede a Norimberga e Schwabach, in Germania. Fondata nel 2008 dalla fusione del Falke Nürnberg e del Franken Hexern Schwabach, gioca nel campionato tedesco.
Disputa le partite interne nella Halle am Berliner Platz di Norimberga, che ha una capacità di 1.800 spettatori.